# Рейноса
Рейноса (на испански: Reynosa) е град в мексиканския щат Тамаулипас. Рейноса е с население от 589 466 жители (по данни от 2010 г.) и обща площ от 3156,34 км². Намира се на 40 м надморска височина. Основан е на 14 март 1749 г.